# Shunsuke Maeda
Shunsuke Maeda (前田 俊介?, Maeda Shunsuke; Sakurai, 9 giugno 1986) è un ex calciatore giapponese, di ruolo attaccante.